# I diecimila angeli
I diecimila angeli è un romanzo di Giorgio Scerbanenco pubblicato nel 1956.

## Trama
Aldo è un uomo viziato, sciupafemmine ricco di famiglia che lavora nel mondo del cinema. Colleziona angeli, ossia fotografie di giovani aspiranti attrici, molte delle quali, però, devono prima concedersi affinché lui le aiuti.
In seguito ad un incidente, ricorda Libella, una ragazza che un paio di anni prima aveva abbandonato sulla spiaggia senza abiti, in quanto aveva rifiutato di concedersi. Schiacciato dai dolori dell’incidente, dai problemi finanziari e dalla madre prepotente, riceve aiuto dalla cugina Giovanna, segretamente innamorata di lui.

## Edizioni
- Giorgio Scerbanenco, I diecimila angeli, collana Biblioteca Universale Rizzoli, Rizzoli, 1985.